# Sistema de gestió ambiental
Un Sistema de Gestió Ambiental o (SGA) és un instrument de caràcter voluntari dirigit a empreses o organitzacions, que volen garantir un nivell de protecció del medi ambient en la seva activitat. El seu objectiu és millorar el comportament ambiental de l'entitat, en àmbits com l'ús de recursos, les emissions a l'atmosfera, la generació de residus, entre d'altres.

## Característiques
El SGA és un sistema estructurat de gestió, integrat en l'activitat de gestió total de l'organització, que inclou l'estructura organitzativa, la planificació de les activitats, les responsabilitats, les pràctiques, els procediments, processos i recursos per a desenvolupar, implantar, portar a terme, gestionar i actualitzar els compromisos en matèria de protecció
ambiental (política ambiental), que subscriu l'organització. Per la implantació d'un SGA a l'estat espanyol s'utilitzen majoritàriament la Norma UNE-EN ISO 14001 y el Reglament EMAS.

## Requisits per la implantació d'un SGA
Per implantar un SGA, cal que l'organització compleixi el següent: 
- mantenir una política i objectius ambientals dirigits a la millora continua de les seves actuaciones en relació al medi ambient, planificant en tot moment les seves actuacions.
- Identificar i valorar els aspectes ambientals associats a les seves activitats, productes i serveis
- garantir el compliment de la normativa ambiental aplicable
- designar i documentar les funcions, responsabilitats i recursos necessaris per al compliment de les seves
- assegurar la formació i sensibilització del seu personal en matèria de gestió ambiental.
- Establir mecanismes de comprovació per a assegurar el complimiento de la política ambiental de l'organització.

## Avantatges
Un sistema de gestió ambiental té diferents avantatges per l'empresa u organització que la implanta.
- ambientals: principalment, l'optimització de la gestió de recursos, la reducció de residus, la minimització de l'impacte ambiental derivat de la seva activitat i altres riscs associats.
- econòmiques: la implantació d'un sistema de gestió ambiental permet la reducció de costos en la gestió de recursos i residus, redueix el risc de sancions econòmiques i facilita l'accés a subvencions o altres línies de finançament. Potencia la innovació fent que l'organització sigui més competitiva i augmenta la seva reputació.